# СКА (стадіон, Львів)
Стадіон «СКА» — багатофункціональний стадіон у Львові, що входить до складу Навчально-спортивної бази літніх видів спорту Міністерства оборони України. Збудований у 1950-х роках, відкритий у 1967 році. Домашня арена львівського спідвейного клубу «СКА-Фаворит».
На стадіоні проведено фінал юніорського чемпіонату світу 1990 року, півфінал особистого чемпіонату Європи 2001 і 2003, кваліфікаційні раунди особистого чемпіонату Європи зі спідвею у 2008 і 2009 роках. Довжина треку: 382 м, рекорд: 67,07 сек, його встановив Діан Стендінг (Англія) 9 вересня 1990 року.
Третій після «Арени Львів» та «України» найбільший футбольний стадіон Львова. Тут виступали львівські футбольні команди «Карпати», СКА і «Львів». Зараз на СКА свої домашні ігри проводить молодіжна команда «Карпат» та клуб з американського футболу «Львівські Леви». 
Приймав матчі відбіркового турніру до жіночого чемпіонату Європи з футболу до 19 років.
| №  | Дата       | Турнір            | Команда   | Рахунок | Команда     |
| -- | ---------- | ----------------- | --------- | ------- | ----------- |
| 01 | 27.09.2007 | Відбір до ЧЄ 2008 | Шотландія | 13-0    | Вірменія    |
| 02 | 29.09.2007 | Відбір до ЧЄ 2008 | Шотландія | 3-0     | Азербайджан |
| 03 | 02.10.2007 | Відбір до ЧЄ 2008 | Вірменія  | 2-2     | Азербайджан |

Навпроти стадіону розташований готель «Власта».